# Sato Company
Sato Company o SATO CO., LTD. es una empresa productora y distribuidora cuyo trabajo es el de la traducción y doblaje de series de origen asiático.

## Licencia y distribución
La empresa desde su fundación ha licenciado y distribuido gran cantidad de contenido audiovisual, entre ellas están:

### Licenciado
Anime:
- April Showers Bring May Flowers
- Devil May Cry: The Animated Series
- Fermat Kitchen
- Highschool of the Dead
- Street Fighter II-V
- With Vengeance, Sincerely, Your Broken Saintess

Películas:
- Akira
- Tokyo Ghoul
- Death Note (2017)
- Death Note: Light Up the New World
- Death Note 2: The Last Name
- Ghost in the Shell

### Distribuido
Anime:
- Diabolik Lovers
- Ghost Hound
- Fire Force
- Fruits Basket (2019)
- Jormungand
- Love Live! Sunshine!!

Películas:
- Bayonetta: Bloody Fate
- Attack on Titan
- Attack on Titan: End of the World
- Eureka Seven Hi-Evolution
- Human Lost
- Hunter x Hunter: The Last Mission
- Hunter × Hunter: Phantom Rouge
- Love Live! Sunshine!! The School Idol Movie Over the Rainbow
- Lupin III: The First
- My Hero Academia: Two Heroes
- My Hero Academia: Heroes Rising

Series:
- Kamen Rider Black
- Kamen Rider Zi-O

## Estudios participantes
Entre los estudios que trabajan junto con Sato Company, se encuentran:
- MainFrame
- Doblajes París
- Universal Cinergía Dubbing

## Clientes
Entre los clientes que utilizan las distribuciones de la compañía se encuentran:
- Netflix
- Crunchyroll
- Prime Video
- Pluto TV
- VIX.com